# Atletica leggera ai Giochi della III Olimpiade - All around
La gara dell'all around dei Giochi della III Olimpiade si tenne il 4 luglio 1904 a Saint Louis.

## Risultati
| Posizione | Paese                                                                        | Atleta                                          | Età                                                  | Punti |
| --------- | ---------------------------------------------------------------------------- | ----------------------------------------------- | ---------------------------------------------------- | ----- |
| Oro       | Gran Bretagna                                                                | Tom Kiely                                       | 35                                                   | 6.036 |
|           | Corse 100 iarde: 11"1 120 iarde hs: 17"8 Marcia 880 y: 3'59"0 Miglio: 5'34"0 | Salti Alto: 1,52 m Asta: 2,743 m Lungo: 5,945 m | Lanci Pietra: 8,92 m Peso: 10,82 m Martello: 36,75 m |       |
| Argento   | Stati Uniti                                                                  | Adam Gunn                                       | 32                                                   | 5.907 |
| Bronzo    | Stati Uniti                                                                  | Truxton Hare                                    | 26                                                   | 5.813 |

## L'ufficializzazione da parte del CIO
Le gare di atletica leggera ai Giochi olimpici si tennero dal 20 agosto al 4 settembre 1904. La prova multipla fu organizzata invece il 4 luglio. Il motivo è semplice: non apparteneva originariamente al programma olimpico. Si tenne a St. Louis come parte di un festival sportivo estivo che sarebbe culminato con le Olimpiadi di agosto-settembre. La prova fu valida per i campionati nazionali statunitensi di atletica leggera, come confermano i giornali di Saint Louis dell'epoca (lo stesso vincitore, nelle sue memorie, riferì di aver partecipato al campionato americano).

Nei giorni del 4 e 5 luglio, quindi si disputarono le gare che assegnarono i titoli nazionali. Per tradizione, i meeting di atletica sono aperti a tutti gli sportivi, di qualsiasi nazionalità. Così Kiely, irlandese, ebbe l'opportunità di sfidare gli americani a casa loro, riportando una clamorosa vittoria.

Ai Giochi invece la prova multipla non fece parte del programma di gare. Solamente nel 1954 il Comitato Olimpico Internazionale sancì il carattere olimpico dell'All around del 4 luglio che, da quell'anno, entrò a far parte del medagliere ufficiale.